# Village de Kaf
 (signalé en août 2025).
Si vous disposez d'ouvrages ou d'articles de référence ou si vous connaissez des sites web de qualité traitant du thème abordé ici, merci de compléter l'article en donnant les références utiles à sa vérifiabilité et en les liant à la section « Notes et références ».
- Archive Wikiwix
- Bing
- Cairn
- DuckDuckGo
- E. Universalis
- Gallica
- Google
- G. Books
- G. News
- G. Scholar
- Persée
- Qwant
- (zh) Baidu
- (ru) Yandex
- (wd) trouver des œuvres sur Wikidata

 (septembre 2024).
Le village de Kaf est l'un des anciens villages archéologiques situés à Qurayyat, au nord du Royaume d'Arabie Saoudite.

## Description
C'est un ancien village situé près de Qasr Kaf, à 27 km du centre de population. Il se compose de maisons en argile adjacentes, parsemées de plantations de palmiers, et au milieu se trouve une ancienne mosquée construite en pierre. Elle comprend également une école construite en pierre. caractérisée par l'ancien style architectural islamique. Le village possède une zone marécageuse et nombreuses sources de soufre qui sont utilisées pour irriguer les plantations de palmiers, et qui sont aujourd'hui fréquentées par de nombreux visiteurs pour le traitement des maladies de la peau avec de l'eau soufrée. c'est une destination touristique grâce à son importance patrimoniale et thérapeutique et pour son intégration touristique avec les sites touristiques voisins tels que le palais du Kaf et le château de Saidi. À son extrémité nord se trouve la montagne Saidi, et au sommet se trouve un château datant de l'époque nabatéenne. Il fut ensuite utilisé comme protecteur pour la route des pèlerins, et le matériau dont il était fait était des pierres volcaniques. qui y mène, il est sinueux et ses côtés étaient pavés de pierres. Sur le versant nord-est du mont Saïdi se trouve un grand palais dont la construction est attribuée à Cheikh Nouri Al-Shaalan, il a été construit en gros grès[source insuffisante].

## Contrebande d'antiquités
Le 5 avril 2014, la douane jordanienne d' Al-Omari a saisi des quantités d'or, des livres et des statues en or pur auprès d'un homme turc qui les aurait fait passer clandestinement de Qurayyat en Arabie Saoudite, où il avait extrait l'or d'un site. appelé Kaf Village, à environ 30 kilomètres de la région d'AL-Qurayyat.